# Torrejón de Ardoz (Gerichtsbezirk)
Der Gerichtsbezirk Torrejón de Ardoz ist einer der 21 Gerichtsbezirke in der autonomen Gemeinschaft Madrid.
Der Bezirk umfasst 11 Gemeinden auf einer Fläche von 355,62 km² mit dem Hauptquartier in Torrejón de Ardoz.

## Gemeinden
| Gemeinde                         | Einwohner (2024) | Fläche km² | Dichte Einw./km² | Cod INE | Postleitzahl |
| -------------------------------- | ---------------- | ---------- | ---------------- | ------- | ------------ |
| Ajalvir                          | 4.863            | 19,62      | 248              | 28002   | 28864        |
| Algete                           | 21.167           | 37,88      | 559              | 28009   | 28110        |
| Cobeña                           | 7.759            | 20,84      | 372              | 28041   | 28863        |
| Daganzo de Arriba                | 10.703           | 43,77      | 245              | 28053   | 28814        |
| Fresno de Torote                 | 2.548            | 31,59      | 81               | 28057   | 28815        |
| Fuente el Saz de Jarama          | 7.379            | 33,23      | 222              | 28059   | 28140        |
| Paracuellos de Jarama            | 27.238           | 43,92      | 620              | 28104   | 28860        |
| Ribatejada                       | 900              | 31,82      | 28               | 28122   | 28815        |
| Torrejón de Ardoz                | 140.626          | 32,62      | 4.311            | 28148   | 28850, 28851 |
| Valdeolmos-Alalpardo             | 4.568            | 26,81      | 170              | 28162   | 28130        |
| Valdetorres de Jarama            | 5.026            | 33,52      | 150              | 28164   | 28150        |
| Gerichtsbezirk Torrejón de Ardoz | 232.777          | 355,62     | 655              | –       | –            |